# Iron Butterfly
Gli Iron Butterfly sono stati un gruppo musicale rock statunitense, nato a San Diego nel 1966.

## Storia del gruppo
Gli Iron Butterfly si formarono a San Diego nel 1966. Della formazione facevano parte il tastierista Doug Ingle, il bassista Jerry Penrod, il batterista Ron Bushy, il chitarrista Danny Weis e il cantante Darryl DeLoach. Alla fine del 1966 si spostarono a Los Angeles dove suonarono in alcuni locali fra i quali il Whisky a Go Go. L'anno seguente, con il loro primo album registrarono un buon successo ottenuto anche grazie alla popolarità acquisita come gruppo di apertura in alcuni concerti dei Doors e dei Jefferson Airplane. Tuttavia gran parte dei membri del gruppo (eccetto Bushy e Ingle) abbandonò la band nel 1967, alla fine delle registrazioni dell'album Heavy, che sarebbe stato pubblicato nel 1968 (riscuotendo comunque ottime recensioni da parte della critica) quando avevano già fatto il loro ingresso nella band il bassista Lee Dorman e il chitarrista Erik Brann, allora diciassettenne, molto più giovane rispetto agli altri membri del gruppo.
Con questa nuova formazione gli Iron Butterfly incisero l'album intitolato In-A-Gadda-Da-Vida che inizialmente suscitò polemiche da parte dei discografici poiché la traccia omonima – che avrebbe occupato l'intero lato B dell'album – con i suoi 17:03 minuti sarebbe stata troppo lunga; la band fu costretta quindi a registrarne una versione priva di assolo. Dopo che il disco raggiunse un grande successo entrando anche nella Top 10, fu permesso al gruppo di inserire l'intero pezzo nell'LP. Nel 1969 il gruppo pubblicò il suo terzo album, Ball, che riscosse un successo minore rispetto al precedente.

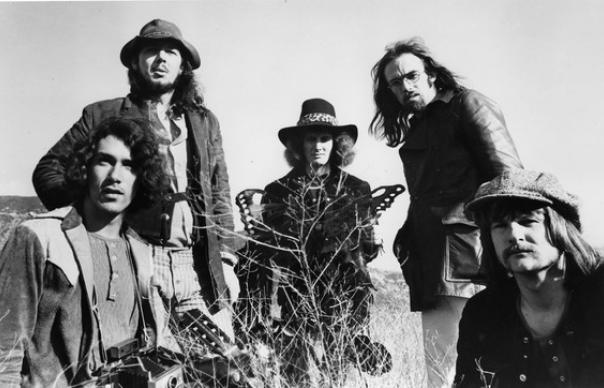
Gli Iron Butterfly con Mike Pinera (a sinistra), 1971

L'anno seguente il gruppo vide l'abbandono del chitarrista Erik Brann, ma pubblicò comunque l'album Metamorphosis, con Larry "Rhino" Reinhardt e Mike Pinera alle chitarre. L'album si rivelò un insuccesso, dato che riuscì soltanto ad assicurarsi uno dei posti più bassi della Top 20 nazionale, e nel 1971 la band si sciolse per la prima volta.
Gli Iron Butterfly si riformarono nel 1974 a opera di due dei membri della precedente formazione, Brann e Bushy. Come bassista fu ingaggiato Philip Taylor Kramer mentre come tastierista venne assunto Howard Reitzes (sostituito successivamente da Bill DeMartinez). La band incise due album (Scorching Beauty e Sun and Steel) prima di risciogliersi nel 1976. Due anni dopo il tentativo di riunire la band fallì dopo alcuni mesi, perché fu trovato morto nella sua stanza d'albergo il bassista Keith Ellis, assunto all'interno del gruppo per l'occasione.
In seguito il gruppo si riformò nel 1988, per poi sciogliersi nel 1993, e infine si riunì nuovamente nel 1998 per mano di Dorman e Bushy.
Nel 2011 gli Iron Butterfly annunciarono che stavano lavorando a un nuovo album, ma del progetto non si ebbe più notizia. L'ex chitarrista Larry "Rhino" Reinhardt morì il 2 gennaio 2012, mentre il 21 dicembre 2012 venne a mancare il bassista Lee Dorman. Il gruppo si sciolse ancora una volta nel 2012 e dal 2014 cominciarono a pianificare un'altra possibile reunion in futuro. 
Il bassista fondatore del gruppo Greg Willis è deceduto l'11 novembre 2016. L'ex tastierista Larry Rust è morto il 25 novembre 2016.
Il gruppo si riunì ancora una volta nel 2020 (la notizia uscì sul sito web ufficiale degli Iron Butterfly) con la seguente formazione: Eric Barnett (chitarra, voce), Dave Meros (basso, voce), Bernie Pershey (batteria, percussioni), Martin Gerschwitz (tastiere, voce), con ospiti occasionali o musicisti come Ron Bushy (batteria, percussioni), Ray Weston (batteria, percussioni) e Michael Thomas Franklin (tastiere).
Nel 2021, poco dopo la scomparsa del batterista Ron Bushy, il gruppo ufficializzò, a un anno dalla reunion, lo scioglimento definitivo. Il 24 maggio 2024 è morto Doug Ingle, fondatore del gruppo, l'ultimo membro superstite della classica formazione degli Iron Butterfly. Ingle è stato il principale autore dell'album In-A-Gadda-Da-Vida.

## Discografia

### Album in studio
- 1968 - Heavy
- 1968 - In-A-Gadda-Da-Vida
- 1969 - Ball
- 1970 - Metamorphosis
- 1974 - Scorching Beauty
- 1975 - Sun and Steel

### Live
- 1970 - Live
- 2011 - Fillmore East 1968 [5]
- 2014 - Live at the Galaxy 1967
- 2014 - Live in Copenhagen 1971
- 2014 - Live in Sweden 1971

### Raccolte
- 1971 - Evolution: The Best of Iron Butterfly
- 1973 - Star Collection
- 1988 - Rare Flight
- 1993 - Light & Heavy: The Best of Iron Butterfly